# Brigitte Heinrich
Pour les articles homonymes, voir Heinrich.
Brigitte Heinrich, née le 29 juin 1941 à Francfort-sur-le-Main et morte le 29 décembre 1987 dans la même ville, est une journaliste allemande, femme politique des Verts et une informatrice pour la Stasi.

## Biographie
Brigitte Heinrich commence sa carrière politique et son activité de militante à partir de 1966. Pendant quelque temps, elle est aussi porte-parole de l'Union socialiste allemande des étudiants, l'Union socialiste allemande des étudiants (SDS), l'Union socialiste allemande des étudiants, l'Union socialiste allemande des étudiants, l'Union socialiste allemande des étudiants. Après son diplôme d'économie, elle voyage et se rend au Proche-Orient en 1970. Dans les années 1970, elle enseigne les relations internationales à l'université de Francfort-sur-le-main et préside l'assemblée des étudiants. 
Le 26 novembre 1974, elle est arrêtée au cours d'une procédure désignée sous le nom de code « Winterreise », qui se déroule dans quinze villes d'Allemagne après l'assassinat du président de la Cour suprême de Berlin, Günter von Drenkmann, par des membres du « Mouvement du 2 juin » (Bewegung 2. Juni), peu de temps après la mort de Holger Meins, membre de la Fraction armée rouge. Tous les interpellés, Brigitte Heinrich comprise, sont libérés au bout de quelques semaines. Elle sera de nouveau arrêtée plusieurs mois plus tard, puis libérée pour raisons de santé avant que l'affaire soit classée. Après sa libération, elle se réinscrit à l'université de Francfort et assure pendant plusieurs années les fonctions de présidente de l'assemblée des étudiants. En 1980, elle est condamnée à une peine de prison d'un an et neuf mois, qu'elle purge à partir de la fin 1983 dans un régime de semi-liberté.
À partir de 1980, Heinrich travaille comme journaliste pour Die tageszeitung de Berlin. En 1982, elle est recrutée par son compagnon Klaus Croissant, avocat et collaborateur de la Stasi. Sous le pseudonyme de Beate Schäfer, elle travaille alors pour les services de renseignements est-allemands comme collaboratrice non officielle, affectée à la section principale XXII (consacrée au terrorisme). On ne sut qu'après sa mort que Klaus Croissant lui donnait ses ordres et lui transmettait son courrier.
Élue députée au Parlement européen sous l'étiquette des Verts en 1984, elle y exerce son activité jusqu'à sa mort d'un infarctus du myocarde, en 1987, et livre aux services secrets de la RDA des informations sur le Parlement, sur son parti et sur la rédaction de son journal. Selon John C. Schmeidel, la Stasi avait en effet infiltré certains éléments des Verts ouest-allemands, afin de les pousser à appuyer au Parlement des propositions pro-RDA, mais aussi afin de surveiller leurs liens avec les Basisgruppen de la RDA, lesquels étaient écologistes et anti-militaristes, ce qui inquiétait le régime d'Allemagne de l'Est. Les Verts seraient devenus de plus en plus réceptifs au cours des années 1980 aux thèses de la RDA, jusqu'à isoler Petra Kelly et Gert Bastian, interdits de voyage en RDA en raison de leur opposition au régime .
Lors de ses obsèques, le 6 janvier 1988 dans le grand hall du cimetière principal de Francfort, elle a droit pendant plusieurs heures à des hommages de la part d'organisations et de groupes de gauche venant d'une multitude de pays[réf. nécessaire].